# Brainerd, Minnesota
Brainerd är en stad i Crow Wing County i delstaten Minnesota, USA. År 2000 hade staden 13 198 invånare. Den har enligt United States Census Bureau en area på 21,9 km², varav 1,2 km² är vatten.
Den är administrativ huvudort (county seat) i Crow Wing County. I staden finns Brainerd International Raceway.

## Vänorter
- Leksand, Sverige

1. ↑  United States Census 2010, läs online, läst: 9 juli 2020.[källa från Wikidata]
2. ↑  United States Census Bureau (red.), USA:s folkräkning 2020, läs online, läst: 1 januari 2022.[källa från Wikidata]
3. ↑  hämtat från: franskspråkiga Wikipedia.[källa från Wikidata]